# Guillochering

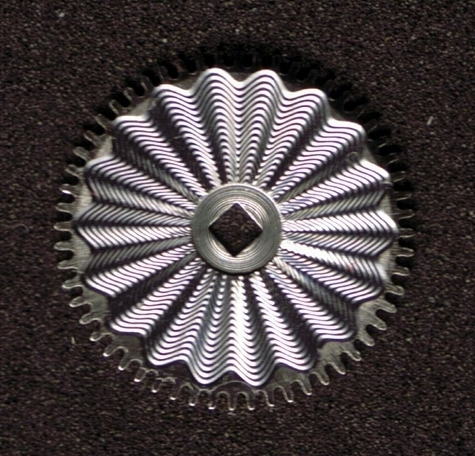
Guillochering på ett kugghjul i ett urverk.

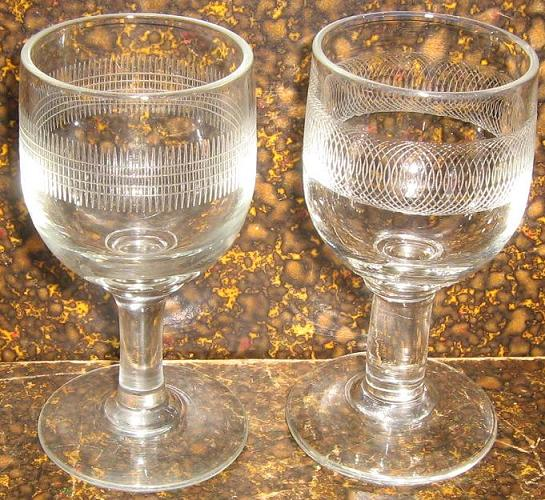
Guillochering på glas.

Guillochering är en teknik att med hjälp av en graveringsmaskin framställa ett dekorativt ytmönster av böjda sammanslingrade band liknande en bandfläta, till exempel på värdepapper, men även på metallföremål och glas.